# André Kuipers (ruimtevaarder)
André Kuipers (Amsterdam, 5 oktober 1958) is een Nederlandse ruimtevaarder die werkt voor de Europese Ruimtevaartorganisatie ESA. Hij is na Lodewijk van den Berg en Wubbo Ockels de derde in Nederland geboren ruimtevaarder en na Wubbo Ockels de tweede ruimtevaarder met de Nederlandse nationaliteit die de ruimte in ging. Kuipers' eerste ruimtevlucht vond plaats in het kader van de Delta-missie. 

## Biografie
André Kuipers luisterde als kind naar een herhaling van het hoorspel Sprong in het heelal, geregisseerd door Léon Povel. Hij behaalde in 1977 zijn atheneum-B-diploma aan de Van der Waals-scholengemeenschap (tegenwoordig Amstellyceum) en behaalde in 1987 aan de Universiteit van Amsterdam zijn artsexamen. Tijdens zijn medische opleiding nam Kuipers deel aan onderzoeken op de evenwichtsafdeling van het Academisch Medisch Centrum in Amsterdam. In de jaren daarna deed hij bij de Koninklijke Luchtmacht uitgebreide onderzoekservaring op, met name met betrekking tot ruimteziekte en evenwichtsgevoel.
Vanaf 1991 is Kuipers betrokken bij de voorbereiding, coördinatie en uitvoering van fysiologische experimenten voor de Europese Ruimtevaart Organisatie ESA. Deze experimenten werden in de ruimte uitgevoerd in het zogenaamde Spacelab en in ruimtestation Mir.
In oktober 1998 kwam Kuipers door de selectie voor astronaut, en in juli 1999 voegde hij zich bij het Europese Astronautenteam.
Kuipers ondersteunde het grondteam in het Russische vluchtleidingscentrum tijdens de Odissea-missie van de Belgische ruimtevaarder Frank De Winne (oktober 2002) en tijdens de Cervantes-missie van de Spaanse ruimtevaarder Pedro Duque (oktober 2003). Tijdens deze missies onderhield hij contact met De Winne en Duque. Tevens trainde Kuipers als reserve voor Duque, voor het geval Duque voor de lancering vervangen had moeten worden.
Evenals andere Europese ruimtevaarders neemt Kuipers deel aan projecten met betrekking tot de bouw van het internationaal ruimtestation ISS en het wetenschappelijk onderzoek aan boord van het ruimtestation. In 2002 volgde hij de basis-astronautentraining van ESA, die wordt gegeven in het Europese Astronautencentrum EAC in Keulen en in het Kosmonautentrainingscentrum Joeri Gagarin in Sterrenstad bij Moskou.
Tijdens de inhuldiging van Koning Willem-Alexander in de Nieuwe Kerk was Kuipers Wapenkoning.

## Eerste ruimtereis
In december 2002 werd Kuipers geselecteerd als boordwerktuigkundige voor de Sojoez TMA-4-vlucht naar het Internationale Ruimtestation. Op 4 november 2003 maakten de Nederlandse ministers van Economische Zaken en van Onderwijs, Cultuur en Wetenschappen de naam van Kuipers vlucht bekend: Delta-missie. "Delta" is een acroniem voor Dutch expedition for life science, technology and atmospheric research, maar verwijst ook naar de rivierdelta van Nederland. Kuipers verbleef ruim een week aan boord van het ISS en voerde daar wetenschappelijke experimenten uit op het gebied van biologie, geneeskunde, technologische ontwikkeling, natuurkunde en aardobservatie.
De lancering vond plaats op 19 april 2004 vanaf Bajkonoer in Kazachstan om 05.19 uur. Hij ging samen met de Rus Gennady Padalka en de Amerikaan Michael Fincke de lucht in.
Kuipers landde op 30 april 2004 in de steppe van Kazakhstan met de bemanning van de Sojoez TMA-3-vlucht.
Op 11 februari 2008 werd bekend dat Kuipers reserve zou zijn voor de Belgische astronaut Frank De Winne voor een verblijf van zes maanden in het internationaal ruimtestation ISS in mei 2009. Zijn opleiding hiervoor begon in januari 2008. Kuipers heeft zijn rol als reserve echter niet hoeven te vervullen.

## Tweede ruimtereis
Op 21 december 2011 vertrok Kuipers met een Sojoezraket voor ruim zes maanden naar het internationaal ruimtestation ISS voor de Sojoez-missie TMA-03M om deel te nemen aan ISS Expeditie 30 en ISS Expeditie 31. Op 23 december 2011 werd de Sojoez ruimtecapsule rond 16.22 uur (CET) aangekoppeld aan het ruimtestation. Op 28 december wensten de zes bemanningsleden van het ruimtestation de hele wereld een gelukkig nieuwjaar. Kuipers deed dit, ondersteboven hangend, in het Nederlands. Hij vergiste zich echter in het jaartal en wenste "iedereen een fantastisch en gelukkig 2011" toe.
Kuipers schreef speciaal voor MatchBoox over zijn ultieme ruimtereis een sciencefictionverhaal met als titel Viridis, geïllustreerd door Luc van den Abeelen. In het ISS schreef hij het tweede deel.
Op 1 juli 2012 landde hij 's morgens om 10.14 uur (Nederlandse tijd) op de steppen van Kazachstan.

## Onderscheidingen
Op 17 mei 2004 kreeg Kuipers een koninklijke onderscheiding en werd hij benoemd tot Officier in de Orde van Oranje-Nassau. Het lintje werd opgespeld door minister Laurens Jan Brinkhorst van Economische Zaken voor zijn bijzondere prestaties.
Op 15 oktober 2012 ontving Kuipers tijdens een huldiging in zijn woonplaats Vijfhuizen een tweede koninklijke onderscheiding waarbij hij werd benoemd tot Ridder in de Orde van de Nederlandse Leeuw. Tevens werd hij op die dag benoemd tot ereburger van Haarlemmermeer.
Op 27 oktober 2012 ontving hij de JFK Award 2012. Deze prijs wordt jaarlijks uitgereikt aan een bekende man die het afgelopen jaar is opgevallen door zijn prestaties en carrière.
Op 8 januari 2013 ontving hij een eredoctoraat van de Universiteit van Amsterdam voor zijn succes in het toegankelijk maken van wetenschap voor een breed publiek én de wijze waarop hij verschillende wetenschappelijke disciplines heeft samengebracht in zijn werk.
Op 30 april 2013 ontving hij een Inhuldigingsmedaille 2013, omdat hij aan de inhuldiging van koning Willem-Alexander had meegedaan.
Op 3 juli 2013 ontving Kuipers uit handen van de Russische president Vladimir Poetin de Orde van de Vriendschap.

## Film
Gepresenteerd door Kuipers en uitgezonden door KRO-NCRV is Ruimteschip Aarde (2023) een zesdelige documentaireserie over het Nederlandse ecosysteem. Het toont onderwerpen zoals de kwetsbaarheid van de natuur en trekt parallellen tussen de Aarde en een ruimteschip als gesloten systeem met eindige reserves en bronnen.
In 2024 kwam een documentairefilm uit over de aarde vanuit de ruimte gezien, geregisseerd door Kuipers: Beyond, Ode to the Earth. Kuipers verzorgt ook de intro van de film. De beelden worden ondersteund door muziek van de Griekse componist en muzikant Vangelis, een goede vriend van André Kuipers. Armin van Buuren maakte ook een speciale bewerking van een Vangelis nummer (Pulstar) voor Kuipers tijdens de ruimtereis. Deze uitvoering is ook in de film te beluisteren tijdens een wat meer psychedelisch stukje in de film.

## Trivia
- Sinds juni 2004 is Kuipers ambassadeur van het Wereld Natuur Fonds.[12] In 2005 bezocht hij samen met Gaston Starreveld van de Nationale Postcode Loterij het eiland Borneo om aandacht te vragen voor de door houtkap en bosbranden bedreigde orang-oetan.[13]
- Vanaf 2016 is Kuipers ambassadeur van de Nacht van de Nacht campagne, waarin de Natuur en Milieufederaties aandacht vragen voor lichthinder en energiebesparing op licht.[14]
- De Stichting Het Vrije Universiteitsfonds benoemde Kuipers met ingang van 1 oktober 2004 tot bijzonder hoogleraar Ruimtevaart en geneeskunde bij de Faculteit der Exacte Wetenschappen van de Vrije Universiteit Amsterdam.
- Kuipers is enige tijd na zijn eerste ruimtevlucht getrouwd en heeft drie dochters en één zoon.
- Kuipers is de oom van voetballer Bas Kuipers.
- Op 30 juli 2007 werd de planetoïde (11244) Andrékuipers naar hem vernoemd.
- Op 25 december 2011 opende André Kuipers de Top 2000. Dit deed hij door de eerste plaat, nummer 2000, aan te kondigen vanuit de ruimte. Eerst kreeg hij geen toestemming van de ESA voor deze opening, maar uiteindelijk kreeg hij het toch voor elkaar.
- Op 30 april 2013 bekleedde André Kuipers het ambt van Wapenkoning tijdens de inhuldiging van koning Willem-Alexander in de Nieuwe Kerk in Amsterdam.
- In het voorjaar van 2013 is voor André Kuipers weer een jongensdroom in vervulling gegaan. Als tiener luisterde hij in bed altijd naar het sciencefictionhoorspel Sprong in het heelal, iets wat hem geïnspireerd heeft om zelf ruimtevaarder te worden. Hem werd gevraagd om mee te spelen in de vierde serie van dit hoorspel, die door de KRO in januari 2014 is uitgezonden via zowel Radio 5 Nostalgia als Radio 1.[15]
- In de nacht van 23 op 24 december 2013 was Kuipers slaapgast tijdens 3FM Serious Request.[16]
- In 2018 werd een waterkever uit Borneo vernoemd naar Kuipers; Grouvellinus andrekuipersi.[17]
- Kuipers schrijft een kinderboekenreeks, getiteld André het astronautje.[18]
- In 2022 verscheen Kuipers naast Klaas van Kruistum in het programma Space Challenge op NPO Zapp.[19]

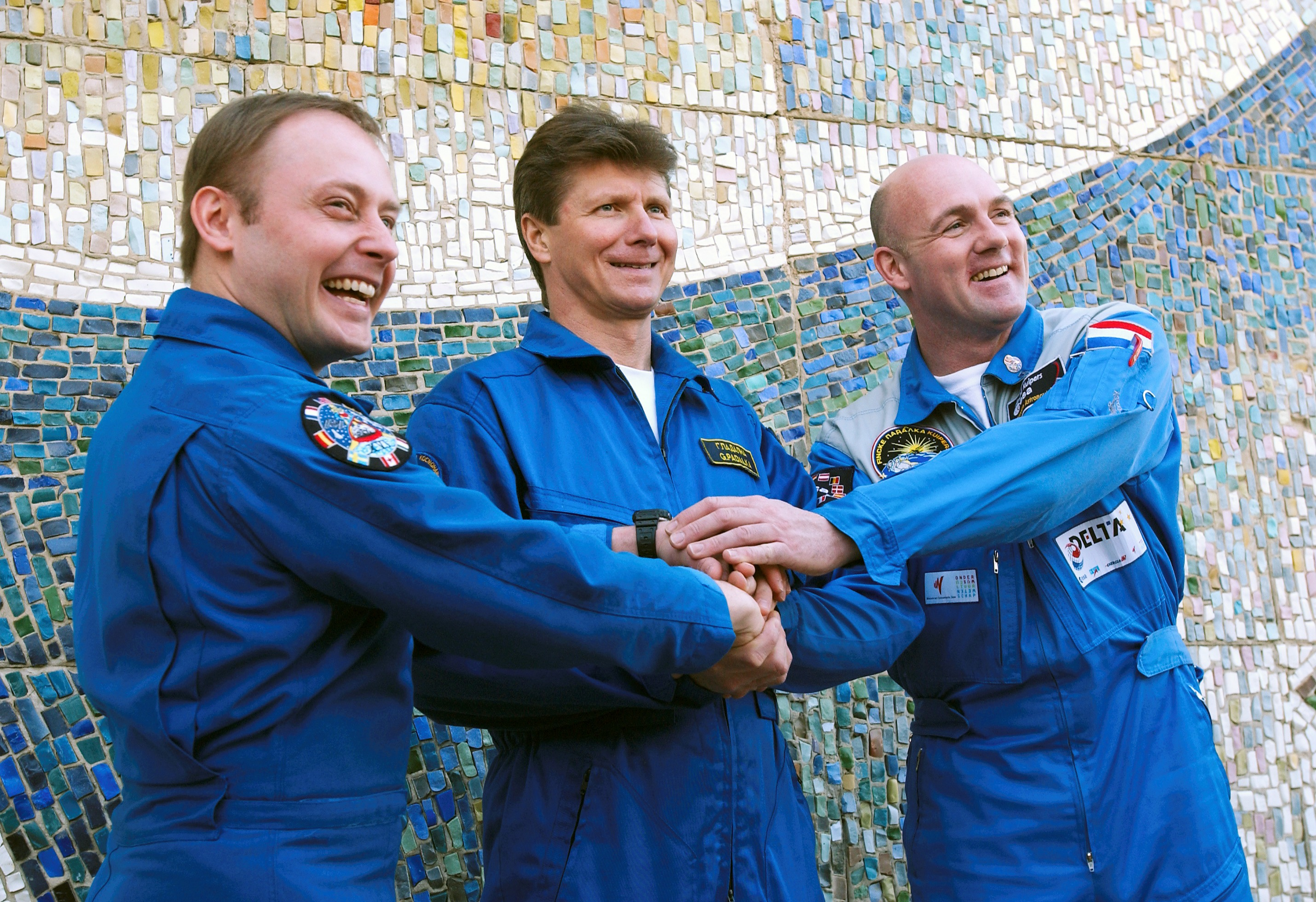
De Sojoez TMA-4-crew: Michael Fincke, Gennady Padalka en André Kuipers
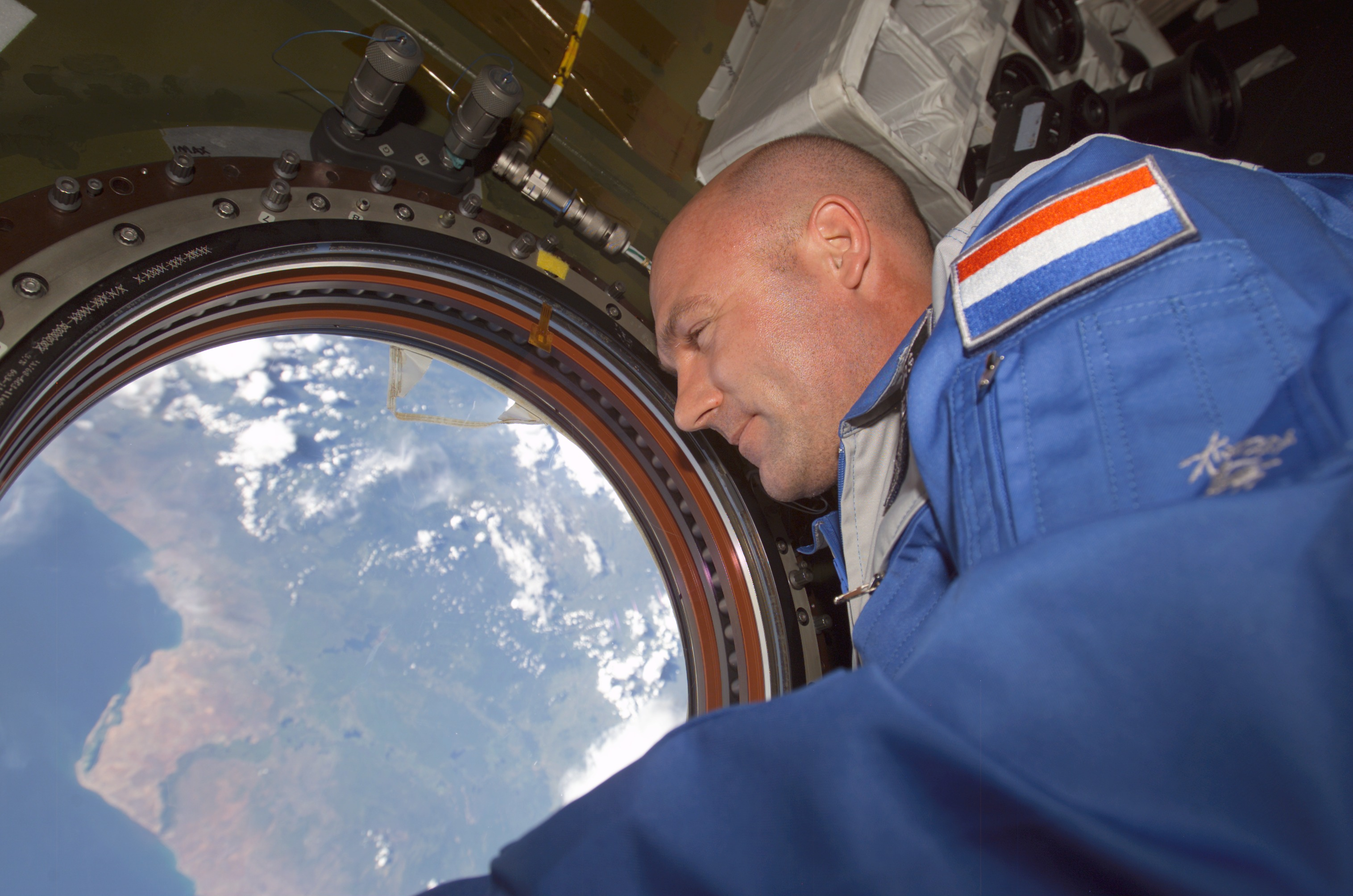
Kuipers in het ruimtestation ISS (2004)
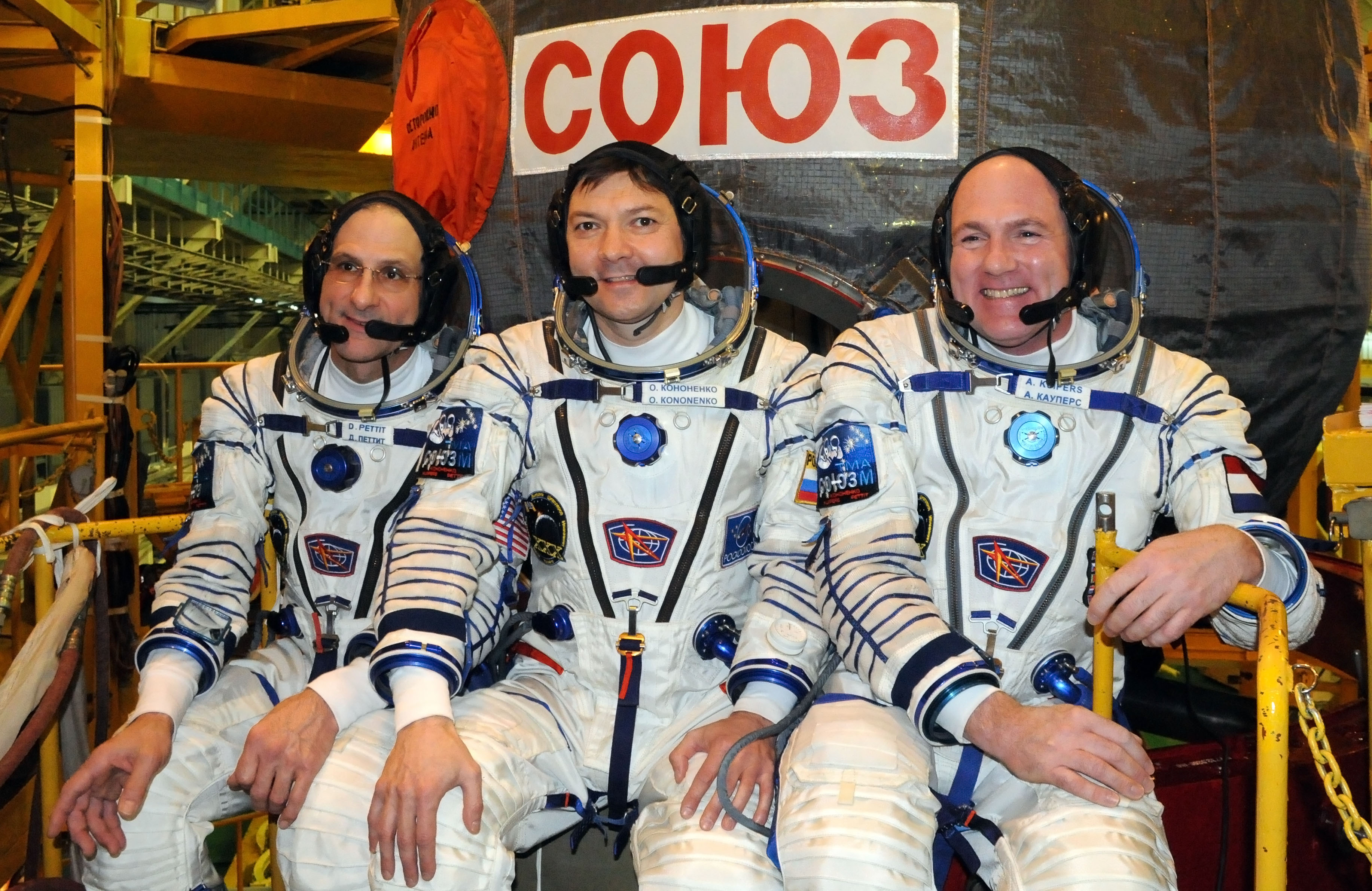
De Sojoez TMA-03M-crew: Don Pettit, Oleg Kononenko, en André Kuipers
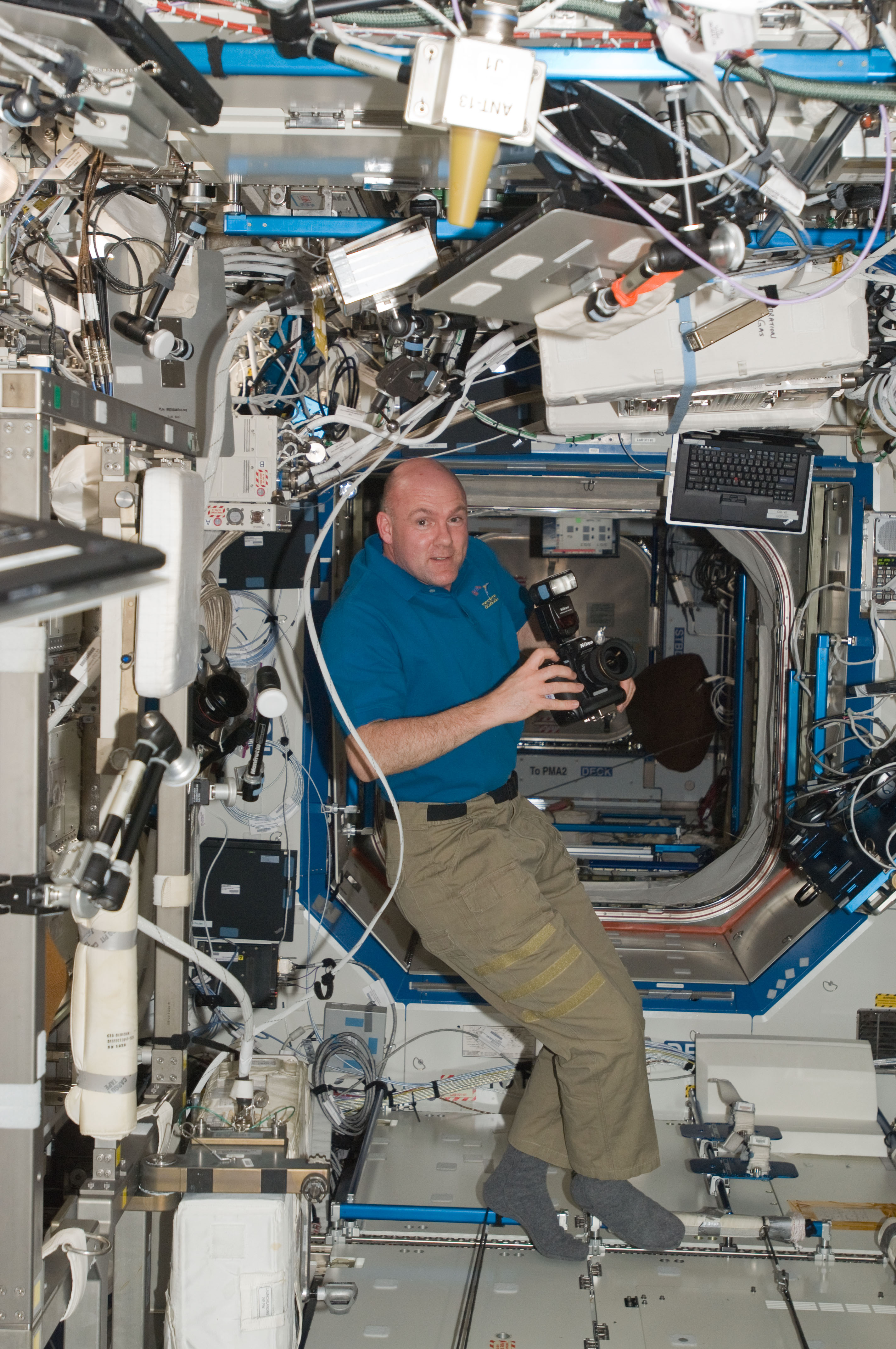
Kuipers in het ruimtestation ISS (december 2011)
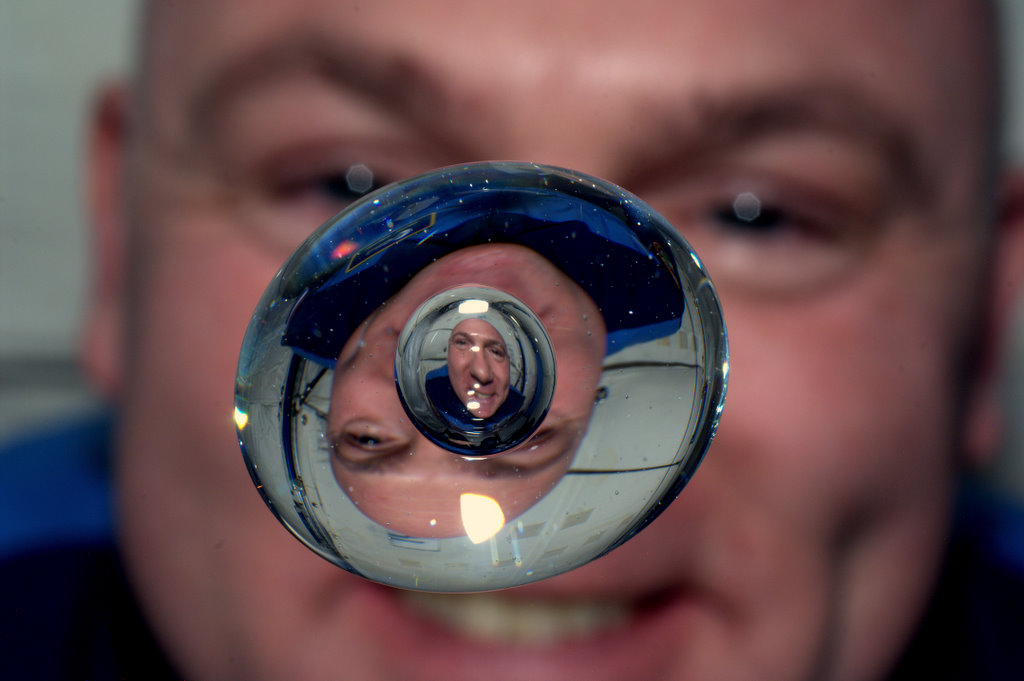
Andre Kuipers spelende met een waterdruppel en de gewichtloosheid 2012